# Paul Babiloni
Paul Babiloni (Distrito de Limoges, Francia, 16 de enero de 1990) es un futbolista francés de origen español.[cita requerida] Juega de defensor y su equipo actual es el FC Villefranche del Championnat National de Francia.

## Clubes
| Club                    | País    | Año             |
| ----------------------- | ------- | --------------- |
| Châteauroux (Juveniles) | Francia | 2007 - 2008     |
| Guingamp EA             | Francia | 2008 - 2014     |
| AC Ajaccio              | Francia | 2014 - 2017     |
| FC Villefranche         | Francia | 2017 - Presente |